# Гіпоплазія
Гіпоплазі́я (з давньогрецької «ὑπo-» гіпо-, «недо-» + «πλάσις» плазіс, «формування») — вада розвитку, яка проявляється недорозвиненням частини тканини, органа, системи органів. Хоча термін не завжди точно використовується, при правильному використанні він означає недостатню або менше ніж нормальну кількість клітин Гіпоплазія є схожою на аплазію, але при аплазії відбувається повне недорозвинення тканини, органа, системи органів.
Технічно гіпоплазія не є протилежністю гіперплазії (забагато клітин). Серед іншого, гіпоплазія є вродженим станом, а гіперплазія як правило стосується надмірного зростання клітин пізніше у житті. Атрофія, руйнування вже наявних клітин, технічно є прямою протилежністю як гіперплазії, так й гіпертрофії.